# Arondismentele statului Haiti

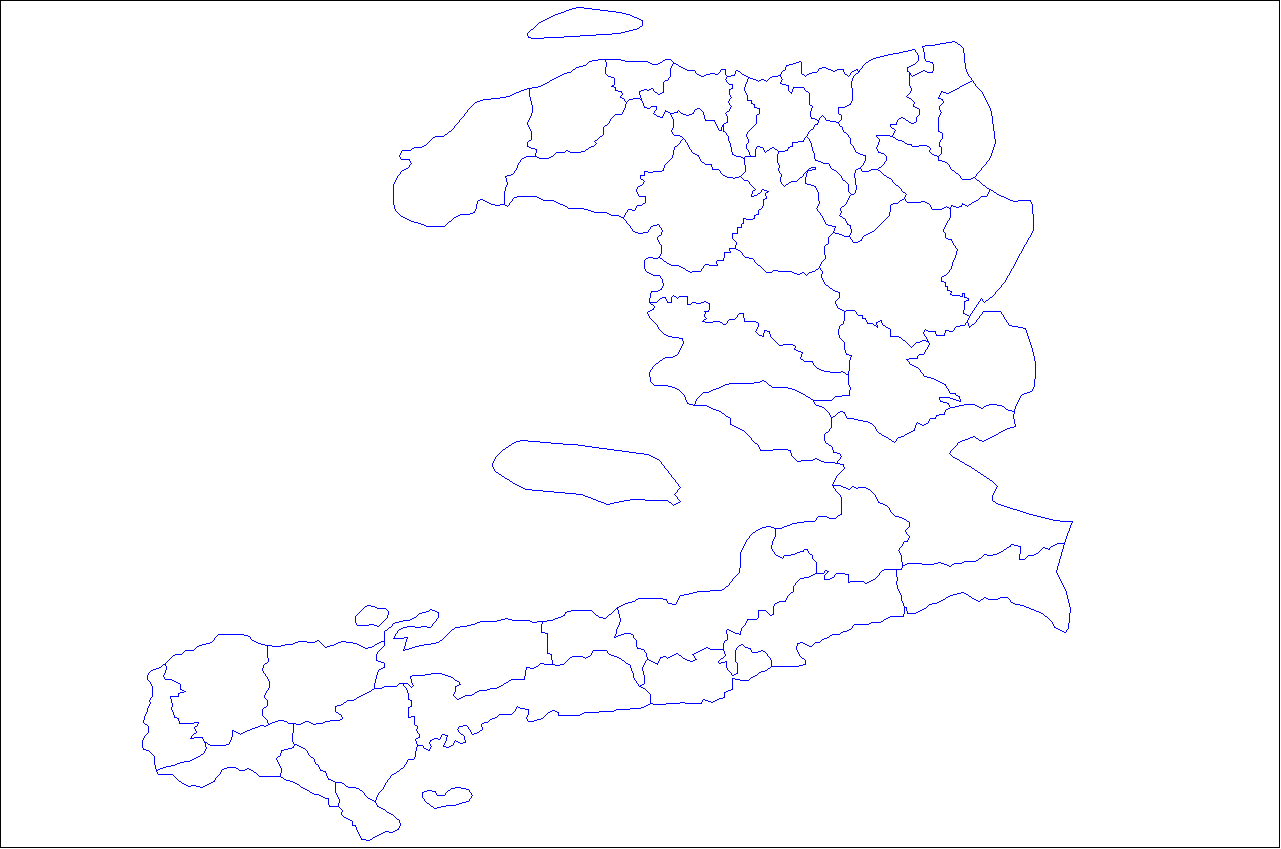
Arondismentele statului Haiti

Arondismentele sunt cel de-al doilea nivel al împărțirii administrative a republicii Haiti, după departamente și înainte de comune. În Haiti sunt 42 de arondismente.

## Lista

### Departamentul Artibonite
- Dessalines
- Gonaïves
- Gros-Morne
- Marmelade
- Saint-Marc

### Departamentul Centre
- Cerca-la-Source
- Hinche
- Lascahobas
- Mirebalais

### Departamentul Grand'Anse
- Anse d'Ainault
- Corail
- Jérémie

### Departamentul Nippes
- Anse-à-Veau
- Baradères
- Miragoâne

### Departamentul Nord
- Acul-du-Nord
- Borgne
- Cap-Haïtien
- Grande-Rivière-du-Nord
- Limbé
- Plaisance
- Saint-Raphaël

### Departamentul Nord-Est
- Fort-Liberté
- Ouanaminthe
- Trou-du-Nord
- Vallières

### Departamentul Nord-Ouest
- Môle-Saint-Nicholas
- Port-de-Paix
- Saint-Louis-du-Nord

### Departamentul Ouest
- Arcahaie
- Croix-des-Bouquets
- La Gonâve
- Léogâne
- Port-au-Prince

### Departamentul Sud-Est
- Bainet
- Belle-Anse
- Jacmel

### Departamentul Sud
- Aquin
- Les Cayes
- Chardonnières
- Les Côteaux
- Port-Salut